# U3 (Berlijn)

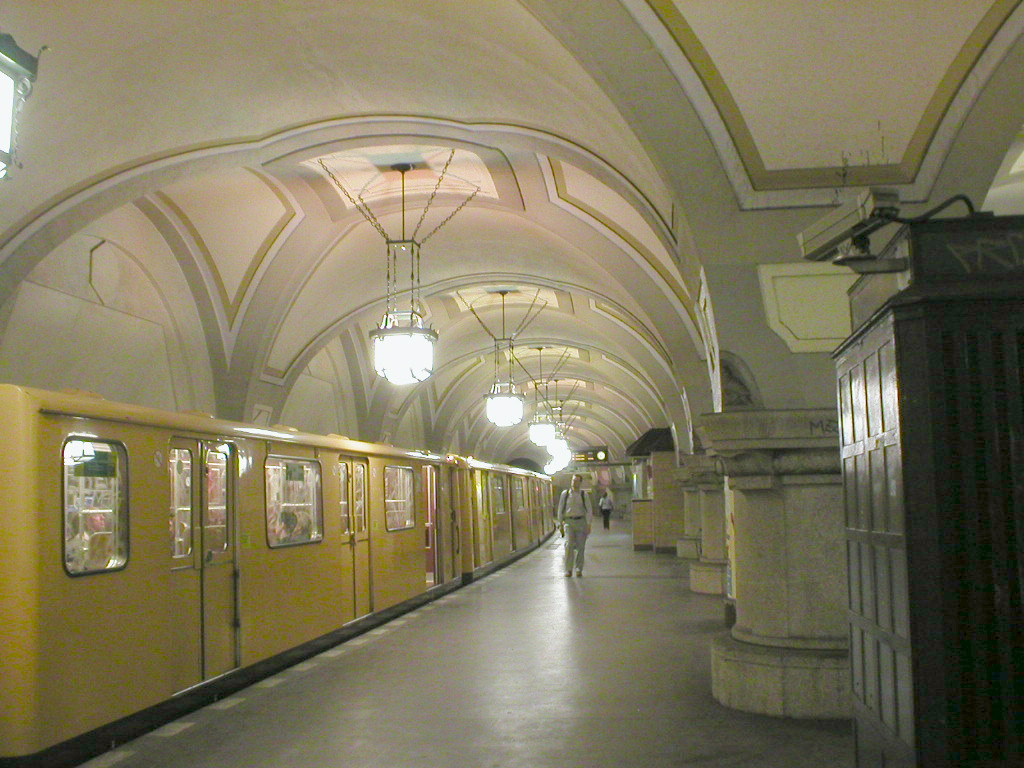
De gewelfde perronhal van station Heidelberger Platz doet denken aan een kathedraal.

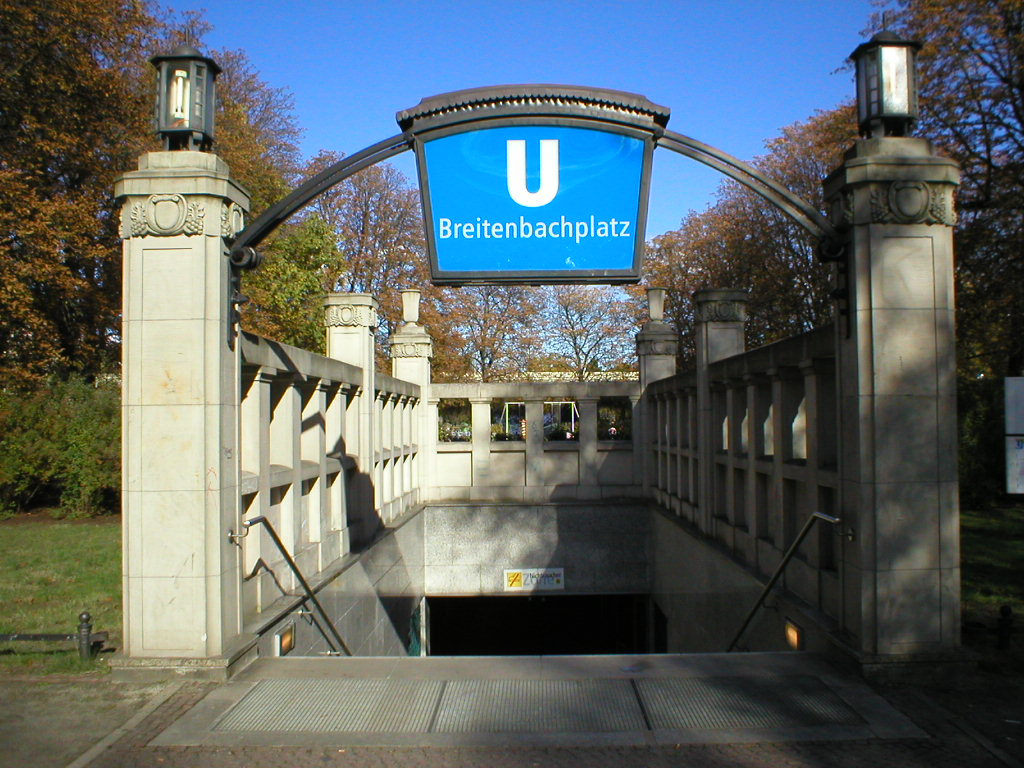
Ingang van station Breitenbachplatz

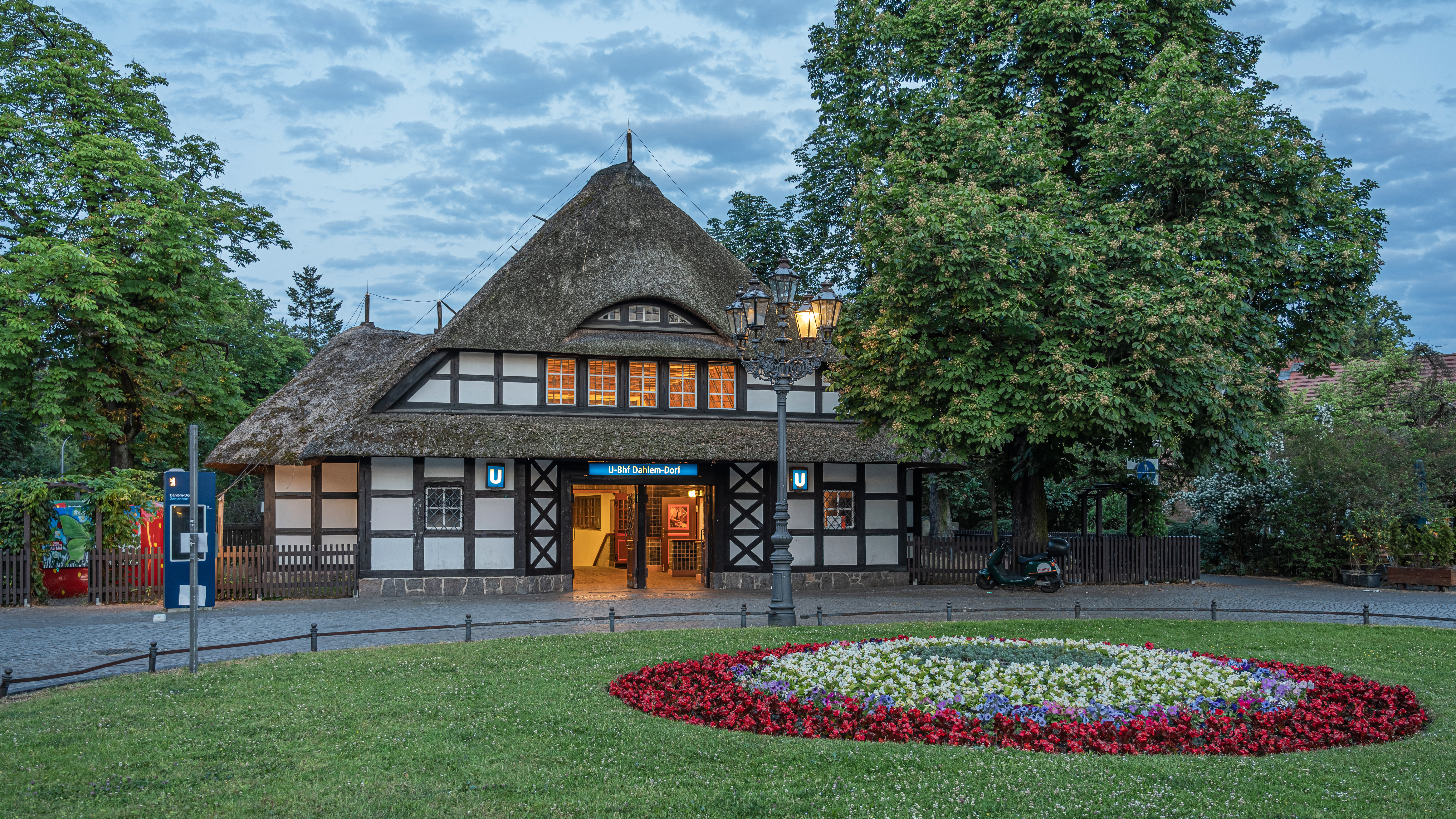
Het toegangsgebouw van station Dahlem-Dorf is, zoals vele op de U3, opgetrokken in landelijke stijl.

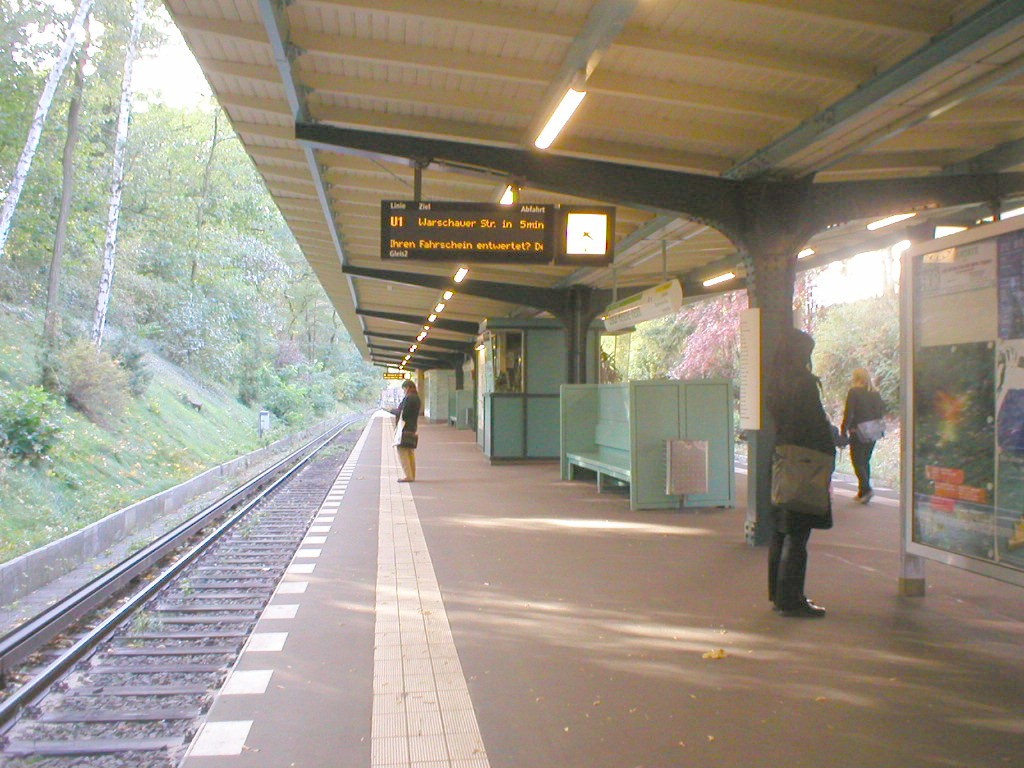
Perron van station Oskar-Helene-Heim; het spoor ligt ter plaatse in een uitgraving.

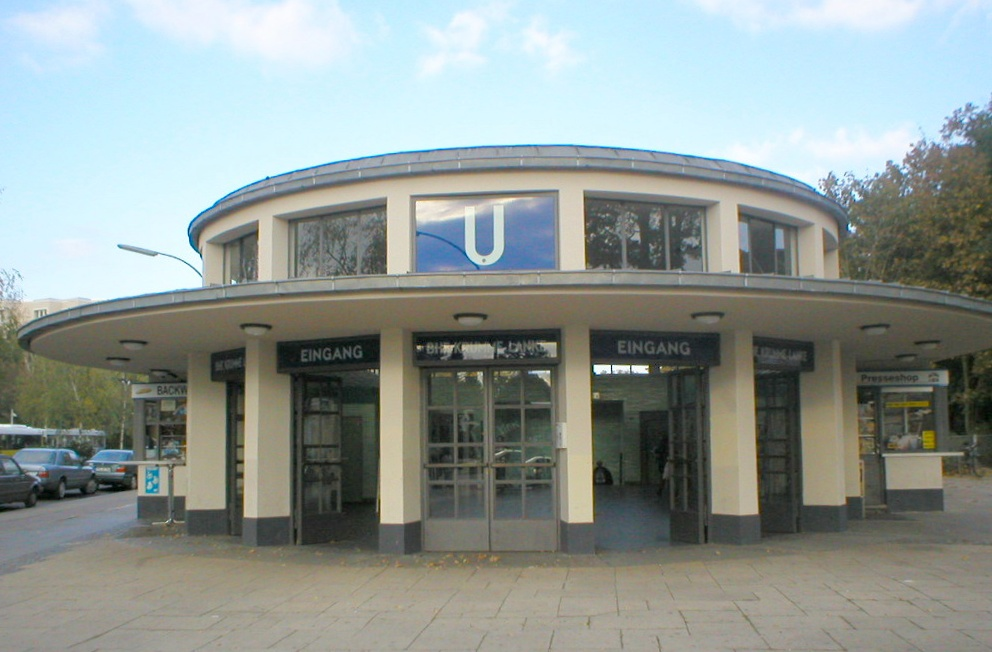
Het strakke toegangsgebouw van eindpunt Krumme Lanke

De U3 is een lijn van de metro van Berlijn, die de stadsdelen Wilmersdorf, Dahlem en Zehlendorf via het westelijke centrum verbindt met stadsdelen Kreuzberg en Friedrichshain. De kleinprofiellijn heeft een lengte van 19,7 kilometer en telt 24 stations; Voorheen ging de lijn niet verder dan de Nollendorfplatz, maar sinds 7 mei 2018 rijdt de U3 door naar de Warschauer Straße over het bovengrondse traject waarover ook de U1 rijdt. De reistijd van eindpunt tot eindpunt bedraagt 40 minuten. Het eerste deel van de metrolijn opende in 1913. De lijn is vooral van belang voor studenten van de Freie Universität in Dahlem.

## Geschiedenis

### Een metro naar Dahlem
In de zomer van 1907 stelde het metrobedrijf, de Hochbahngesellschaft, de toen nog zelfstandige stad Wilmersdorf voor een metrolijn over haar grondgebied aan te leggen. Het ging om een aftakking van het stamtracé (tegenwoordig U1/U2) tot de Nürnberger Platz en, als Wilmersdorf daarvoor zelf de kosten op zich zou nemen, van daar verder naar de Breitenbachplatz. De slecht ontsloten gemeente Wilmersdorf, die al langer metrowensen koesterde, nam het aanbod gretig aan. Ook het ten zuiden van Wilmersdorf gelegen en nog onbebouwde koninklijke Domein van Dahlem toonde zich zeer geïnteresseerd in een aansluiting op het net. Dahlem wilde de lijn vanaf de Breitenbachplatz doortrekken tot aan de Freie Universität (Thielplatz).
Er diende zich echter een probleem aan. Het geplande tracé zou gedeeltelijk lopen over het grondgebied van Charlottenburg, dat Wilmersdorf als een grote concurrent zag wat betreft het aantrekken van kapitaalkrachtige bewoners. Een metrolijn naar Wilmersdorf zou de vestiging van rijken weleens een impuls kunnen geven. Bovendien plande ook Charlottenburg een eigen aftakking van het stamtracé, onder de Kurfürstendamm. De stad weigerde een bouwvergunning te geven, hoewel Wilmersdorf op eigen grondgebied al met de aanleg begonnen was. Minister van openbare werken Paul von Breitenbach sommeerde de partijen naar de onderhandelingstafel. In de zomer van 1910 kwam men uiteindelijk tot een oplossing: naast de Wilmersdorfer U-Bahn zou de Hochbahngesellschaft ook de Charlottenburgse aftakking bouwen, tot aan het voorlopige eindpunt Uhlandstraße (nu onderdeel van U1). De bouwwerkzaamheden begonnen meteen.
Voor de nieuwe aftakking werd een tunnel gegraven van de Wittenbergplatz naar het zuidwesten via de Nürnberger Straße, de Hohenzollerndamm, de Barstraße, de Aßmannshauser Straße en de Schorlemerallee, vervolgens ligt het spoor in een uitgraving. Er werden negen nieuwe stations gebouwd:
- Nürnberger Platz (inmiddels gesloten)
- Hohenzollernplatz
- Fehrbelliner Platz
- Heidelberger Platz
- Rüdesheimer Platz
- Breitenbachplatz (oorspronkelijk Rastatter Platz)
- Podbielskiallee
- Dahlem-Dorf
- Freie Universität (Thielplatz) (voorlopig eindpunt)

Daarnaast werd het tot dan toe twee sporen tellende station Wittenbergplatz volledig gereconstrueerd naar een ontwerp van Alfred Grenander, de huisarchitect van de Hochbahngesellschaft. Het metrostation kreeg vijf sporen langs drie perrons en er verrees een nieuwe stationshal.
Tussen de stations Fehrbelliner Platz en Heidelberger Platz moest de tunnel het Wilmersdorfer Fenn kruisen, een laaggelegen veengebied dat als park was ingericht. Om de lijn over de zompige grond te leiden koos men dezelfde oplossing als in station Rathaus Schöneberg. Naar een ontwerp van Wilhelm Leitgebel bouwde men een overdekte brug en liet men de tunnel het lager gelegen gebied op gelijk niveau passeren. Op het dak van de korte bovengrondse "tunnel" werd de Barstraße aangelegd, grote ramen in de zijwanden zorgden voor een uitzicht over het parklandschap. De constructie bleek echter te zwaar voor de slappe ondergrond, waardoor de BVG in 1934-35 genoodzaakt was de Barbrücke af te breken en in vereenvoudigde vorm te herbouwen. De wandelpaden aan weerszijden van de metrolijn moesten wijken en de ramen werden dichtgemetseld.
De rijke gemeente Wilmersdorf spaarde kosten noch moeite en liet de stations op haar grondgebied luxueus uitvoeren. De vanwege de kruising van de S-Bahnring diepe ligging van station Heidelberger Platz bood de mogelijkheid de perronhal met gewelven de aanblik van een kathedraal te geven. De bovengrondse perrons van de stations in Dahlem boden weinig mogelijkheden tot opsmuk, waardoor men zich hier vooral op de toegangsgebouwen richtte. Als dank voor zijn rol bij de totstandkoming van de Wilmersdorfse metro kreeg minister Paul von Breitenbach een station naar zich vernoemd: de Rastatter Platz zou voortaan Breitenbachplatz heten.
Op 12 oktober 1913 werd zowel de lijn naar de Thielplatz als de Charlottenburgse aftakking naar de Uhlandstraße voor het publiek geopend. Deze twee trajecten, gezamenlijk zo'n tien kilometer lang, waren de laatste die voor de Eerste Wereldoorlog gebouwd werden.

### Een metrolijn cadeau
Een zuidelijke verlenging van de Wilmersdorf-Dahlemer U-Bahn lag in de eerste jaren na de opening niet voor de hand. Er werd veel verlies geleden, met name op het zuidelijke deel van de lijn. Vanwege het kleine aantal reizigers moest men in station Fehrbelliner platz dan ook overstappen op kortere treinen richting Thielplatz. Bij de vorming van Groot-Berlijn in 1920 werden Wilmersdorf en Dahlem bij de hoofdstad gevoegd, maar het stadsbestuur zag er geen brood in de metrolijn, nog in handen van het Domein van Dahlem en het Ministerie van Financiën, over te nemen. In 1926 veranderde de situatie echter en wilde de landsregering de lijn kosteloos en schuldenvrij aan Berlijn overdragen. Tegelijkertijd bood Adolf Sommerfeld, die grote stukken nog te bebouwen grond in het zuiden van de stad bezat, aan de kosten voor een verlenging tot Krumme Lanke op zich te nemen. Berlijn kreeg een metrolijn cadeau.
Op 22 december 1929 werd het drie kilometer lange nieuwe tracé in gebruik genomen. Het telde drie stations, alle gelegen in een uitgraving:
- Oskar-Helene-Heim
- Onkel Toms Hütte
- Krumme Lanke

Tegelijkertijd werd voor het eerst een doorgaande dienst op de gehele lijn ingesteld.

### Latere uitbreiding
Toen de nieuwe metrolijn G, de huidige U9, werd aangelegd, was er een overstapstation nodig op de plek waar deze de lijn naar Dahlem kruiste. Op de kruising van de Spichernstraße en de Bundesallee bestond echter geen station om met de nieuwe lijn te verbinden, waardoor er een nieuw metrostation gebouwd moest worden. Op 2 juni 1959 werd station Spichernstraße in gebruik genomen, tegelijk werd het te nabijgelegen station Nürnberger Platz gesloten. Door de sluiting van station Nürnberger Platz was tussen Spichernstraße en Wittenbergplatz echter een voor de binnenstad te grote stationsafstand van ruim 1100 meter ontstaan, wat leidde tot de bouw van station Augsburger Straße. Dit station opende zijn deuren voor het publiek op 8 mei 1961. Teneinde zo weinig mogelijk in de bestaande tunnel in te grijpen werden beide stations uitgerust met zijperrons. Het ontwerp van de stations werd in overeenstemming gebracht met de stijl van Alfred Grenander.

### Lijnkleuren en nummering
De lijn naar Krumme Lanke heeft in zijn bestaan een heel palet aan lijnaanduidingen gekend. Aanvankelijk kreeg het traject de letter A toebedeeld; op kaarten verscheen de lijn in het rood. De treinen reden via het historische centrum van Berlijn naar Pankow. Vanaf 1957 gingen er twee lijnen op het traject rijden: de rode AII, nog altijd naar Pankow, en de groene lijn BII naar Warschauer Brücke.
Na de bouw van de Berlijnse Muur werd het kleinprofielnet geheel gereorganiseerd. Vanaf 1966 reden de treinen over de Dahlemse lijn onder het nummer 2 via Bülowstraße naar Gleisdreieck, in 1972 werd de dienst ingekort tot Wittenbergplatz. De korte aftakking naar Uhlandstraße kreeg het nummer 3, totdat de lijninrichting in 1993 wederom werd veranderd. De lijn naar Krumme Lanke werd nu groen en werd onder lijnnummer U1 met het tracé naar Warschauer Straße verbonden. Lijn U3 verdween en ook treinen vanaf Uhlandstraße gingen naar Warschauer Straße rijden, onder het nummer U15. In december 2004 volgde de voorlopig laatste trajectwijziging en kreeg de lijn zijn huidige nummer en donkergroene kleur. De geplande metrolijn van Theodor-Heuss-Platz naar Weißensee, tot dan toe als U3 aangeduid, staat sindsdien bekend als U10.

## Dienstuitvoering
Gedurende het grootste deel van dag, behalve op zondag, wordt er op de U3 een vijfminutendienst onderhouden. In de nacht van vrijdag op zaterdag en van zaterdag op zondag rijdt er van 0:30 tot 4:30 elke 15 minuten een trein op de lijn. In de overige nachten neemt de metronachtbus N3 (Mexikoplatz - Wittenbergplatz), die vrijwel parallel aan het traject van de U3 rijdt, de dienst over.
| Traject                             | Treinopvolging          | Treinopvolging       | Treinopvolging       | Treinopvolging | Treinopvolging                      | Treinopvolging   |
| Traject                             | ma–vrij (4:00–6:00)     | ma–vrij (6:00–20:00) | Ma-vrij (20:00-0:30) | Za (5:00–0:30) | Zon- en Feestdagen (6:00–21:30 Uhr) | Nacht Vrij en Za |
| ----------------------------------- | ----------------------- | -------------------- | -------------------- | -------------- | ----------------------------------- | ---------------- |
| Warschauer Straße ↔ Nollendorfplatz | 10 minuten (vanaf 5:30) | 5 minuten            | -                    | -              | -                                   | - (alleen U1)    |
| Nollendorfplatz ↔ Krumme Lanke      | 10 minuten              | 5 minuten            | 10 minuten           | 10 minuten     | 10 minuten                          | 15 minuten       |

Met een commerciële snelheid van 29,9 km/u is de U3 de snelste kleinprofiellijn van het Berlijnse metronet. De gemiddelde stationsafstand is er met 853 meter dan ook hoger dan op andere lijnen, waardoor de treinen meer tijd hebben om te accelereren.

## Toekomst
Er bestaan plannen de U3 in het zuiden met één station te verlengen van Krumme Lanke tot aan het S-Bahnstation Mexikoplatz (Wannseebahn). Deze 900 meter lange missende schakel was al kort na de verlenging tot Krumme Lanke voorzien, maar de bouw ervan zal vanwege de zwakke financiën van het bondsland Berlijn nog op zich laten wachten. De BVG heeft voorgesteld het nieuwe eindstation zonder keersporen te bouwen om de kosten te drukken. Oorspronkelijk zou de lijn na Mexikoplatz verder doorgetrokken worden naar het buiten de stadsgrenzen gelegen Kleinmachnow, maar vanwege de geringe bevolkingsdichtheid aldaar wordt een dergelijke verlenging inmiddels niet rendabel geacht.